# Daniela Bouší Frantzová
Daniela Bouší Frantzová (* 19. září 1981 Chrudim) je česká modelka.

## Životopis
Narodila se 19. září 1981 v Chrudimi. Když jí bylo 13 let, oslovila ji majitelka butiku v jejím rodném městě, jestli by pro ni předvedla modely jejích svatebních šatů. Tím začala svou dráhu modelky.
Zúčastnila se soutěže Miss Pardubicka a vyhrála. Poté se v Hradci Králové zúčastnila modelingového kurzu, kde se zúčastnila Miss Žába a postoupila do finále.
Když jí bylo 24 let, byla účastnicí Miss České republiky 2005. V semifinálovém kole zvítězila s titulem Miss východní Čechy 2005. Před finále získala se sympatiemi novinářů titul Miss Summit. Ve finále získala od poroty nejvíce bodů a stala se Miss Elegance a Miss Silueta. V této soutěži se dostala na 4. místo.
Poté se zúčastnila soutěže Miss Europe. Tam byla vyhlášená jako Miss Cat Walk.
V současné době[kdy?] pořádá a vede modelingovou soutěž "Model of Hejtmanský dvůr".

## Osobní život
Roku 2009 měla svatbu s tenisovým trenérem Petrem Bouším. V současnosti má dvě dcery: Bereniku a Ellu. Bydlí ve Slaném.